# Cerococcus theydoni
Cerococcus theydoni är en insektsart som beskrevs av Hall 1935. Cerococcus theydoni ingår i släktet Cerococcus och familjen Cerococcidae. Inga underarter finns listade i Catalogue of Life.